# Sandwich Bluff
Das Sandwich Bluff ist ein abgeflachtes und 610 m hohes Kliff auf der Vega-Insel im antarktischen Weddell-Meer. Mit seiner dunklen und steil abfallenden Westflanke ragt es etwas westlich des Zentrums der Insel auf.
Teilnehmer der Schwedischen Antarktisexpedition (1901–1903) unter der Leitung Otto Nordenskjölds entdeckten es. Wissenschaftler des Falkland Islands Dependencies Survey nahmen 1945 Vermessungen und die deskriptive Benennung vor. Ein mit Schnee durchsetztes Felsband an der Westseite lässt das Kliff aus nördlicher Blickrichtung an ein Sandwich erinnern.